# ベイクルーズ
ベイクルーズグループ（BAYCREW`S）は、輸入およびオリジナルの衣料品や雑貨を販売するセレクトショップ。現在衣食住美の分野で76のブランドを展開している。主力事業のファッション業態だけでも47のブランドを持つ。1977年に創業した。IENA・JOURNAL STANDARD・EDIFICEなどを主力ブランドとし、それぞれのテイストや世界観を持ったブランディングが特徴である。2020年9月現在、ファッション373店舗、飲食94店舗、その他16店舗、海外18店舗。ファッション47ブランド、飲食24ブランド、その他5ブランドと、積極的なブランド展開をしている。
2021年9月にブランド運営をしていた7つの子会社を株式会社ベイクルーズに統合した。

## 概要[2]
ベイクルーズグループは、次の5つの子会社で構成されている。
株式会社ウィルワークス
人財紹介事業
株式会社ラデュレジャポン
フランスのラデュレ社の日本法人
株式会社ル・プチメック
台灣貝肯士股份有限公司
Foodies USA, Inc.